# Benvenuta
Benvenuta és una pel·lícula italo—franco-belga realitzat per André Delvaux, estrenada l'any 1983, adaptació d'una novel·la de Suzanne Lilar titulada La Confession anonyme. Ha estat doblada al català.

## Argument
Jeanne, una novel·lista que viu a Gand, va escriure fa anyas la crònica escandalosa d'un amor, el de Livio i Benvenuta. Un jove guionista intenta descobrir-ne els detalls per fer-ne una pel·lícula. Al contacte del jove i a grat de les seves confidències o de les seves mentides, Jeanne reviu aquesta passió absoluta, real o inventada.
Entre Gand i Nàpols, entre literatura i cinema, entre música per a piano i escriptura per la imatge, una pel·lícula al cor de l'estètica d'André Delvaux.

## Repartiment
- Fanny Ardant: Benvenuta
- Vittorio Gassman: Livio Carpi
- Françoise Fabian: Jeanne
- Mathieu Carriere: François
- Clara Wauthion: Inge
- Philippe Geluck: El pare
- Anne Chappuis: La mare
- Armando Marra: El cantant
- Renato Scarpa: El periodista
- Franco Trevisi: El policía
- Turi Giuffrida: El duaner
- Goddart: L'hostessa
- Franco Angrisano: El guardià de la villa dels Misteris
- Tamara Triffez: Jove senyora